# Louise Bonham
Louise Bonham (* 10. August 1962, geborene Louise McKinlay) ist eine ehemalige Triathletin aus Australien und mehrfache Ironman-Siegerin.

## Werdegang
Louise McKinlay startete 1985 bei ihrem ersten Triathlon.
Sie konnte in der Folge den Ironman Australia auf der Langdistanz (3,86 km Schwimmen, 180 km Radfahren und 42,195 km Laufen) vier Mal für sich entscheiden – was nach ihr erst wieder der Kanadierin Lisa Bentley mit fünf Siegen in Folge gelang. 1989 und 1991 war sie Australische Meisterin auf der Triathlon-Langdistanz.
Nach einem Radunfall im Jahr 1989 musste sie ihre Karriere als Profi-Athletin beenden.
2014 wurde sie für ihre Leistungen in die Australische „Hall of Fame“ aufgenommen.

## Sportliche Erfolge
| Datum/Jahr    | Rang | Wettbewerb                        | Austragungsort | Zeit     | Bemerkung                                                                      |
| ------------- | ---- | --------------------------------- | -------------- | -------- | ------------------------------------------------------------------------------ |
| 1992          | 1    | Ironman Australia                 | Port Macquarie | 09:24:15 |                                                                                |
| 19. Okt. 1991 | 9    | Ironman Hawaii                    | Hawaii         | 09:53:29 |                                                                                |
| 1991          | 2    | Ironman Australia                 | Port Macquarie | 09:49:20 |                                                                                |
| 6. Aug. 1989  | 10   | ITU Triathlon World Championships | Avignon        | 02:16:47 | Erstaustragung einer Weltmeisterschaft auf der Kurzdistanz                     |
| 1989          | 1    | Tagaman Triathlon                 | Saipan         |          | auf den Nördlichen Marianen (2 km Schwimmen, 60 km Radfahren und 15 km Laufen) |
| 1989          | 1    | Ironman Australia                 | Port Macquarie | 09:53:48 |                                                                                |
| 1988          | 1    | Ironman Australia                 | Port Macquarie | 10:17:08 |                                                                                |
| 28. März 1987 | 1    | Ironman Australia                 | Port Macquarie | 10:38:55 |                                                                                |
| 18. Okt. 1986 | 10   | Ironman Hawaii                    | Hawaii         | 10:38:55 |                                                                                |
| 26. Jan. 1986 | 1    | Taree Triathlon                   | Taree          | 02:43:12 | Siegerin auf der olympischen Distanz – bei der Erstaustragung                  |

(DNF – Did Not Finish)